# Pronsfeld
Pronsfeld is een plaats in de Duitse deelstaat Rijnland-Palts, en maakt deel uit van de Eifelkreis Bitburg-Prüm.
Pronsfeld telt 912 inwoners.

## Bestuur
De plaats is een Ortsgemeinde en maakt deel uit van de Verbandsgemeinde Prüm.

## Bezienswaardigheden
- Sint-Remigiuskerk (Pronsfeld)

Verbandsvrije stad:  Bitburg